# Колонна, Маркантонио II
Марканто́нио II Коло́нна (итал. Marcantonio II Colonna; 25 февраля 1535, Чивита-Лавиния — 1 августа 1584, Мединасели) — герцог и князь Палиано из династии Колонна ди Палиано, 1-й герцог Тальякоццо, вице-король Сицилии, кондотьер, адмирал, командующий флотом Папской области в битвe при Лепанто, кавалер Ордена Золотого руна.

## Биография
Маркантонио Колонна родился в Чивита Лавиния (ныне Ланувио) и принадлежал к знаменитой дворянской семье из Лацио, будучи сыном Асканио Колонна и Джованны д’Арагона. Впоследствии он стал одним из самых могущественных дворян в Папской области и в испанской Сицилии.
В 1553—1554 годах, во время войны против Сиенской республики, Колонна стал командующим испанской кавалерией.
В битве при Лепанто 7 октября 1571 года его флагманская галера обеспечила победу Священной лиги над Османской империей. Возвращение Маркантонио в Рим 4 декабря 1571 года было отмечено триумфом на древнеримский манер, а папа Григорий XIII сделал его генерал-капитаном папского флота.
Маркантонио Колонна был сеньором деревни Марино, расположенной к югу от Рима, жители которой чествовали его ежегодным праздником, дожившим до наших дней под названием «Sagra dell’uva».
В 1577 году испанский король Филипп II сделал Маркантонио Колонну вице-королём испанской Сицилии. Его дочь Виттория (1558-1633) прославилась основанием на Сицилии города Виттория.